# C'era due volte (programma televisivo 1980)
C'era due volte è stato un programma televisivo italiano di genere varietà, trasmesso sulla Rete 2 (l'attuale Rai 2) per sei settimane, da giovedì 8 maggio 1980 alle 22:30.

## Il programma
Il programma, con la regia di Enzo Trapani, riproponeva in chiave ironica alcune note favole con finali alternativi, scritti da Broccoli e Verde. Anche le performance e la scenografia riproducono un universo fiabesco, in linea con la commedia musicale.
La trasmissione, concepita per la prima serata, venne registrata l'anno prima, ma fu tenuta ferma dai vertici Rai a causa della controversa partecipazione nel programma di Ilona Staller, considerata troppo scandalosa. Successivamente venne mandata in onda in un orario considerato più consono alle performance di quest'ultima.
Fra gli ospiti fissi Amadeo e il suo balletto, il cantante reggae giamaicano Peter Tosh, Marco Columbro, Gigi e Andrea, Ernst Thole, Daniele Piombi, Mac Ronay e il gruppo elettronico dei Giants. Le musiche originali e le sigle di testa e di coda vennero composte da Pino Presti. Tra gli ospiti intervenuti alla trasmissione, vi furono: Riccardo Cocciante, Bruno Lauzi, Demis Roussos e Le Orme.